# 다카타역 (가나가와현)
다카타역(일본어: 高田駅, たかたえき)은 일본 가나가와현 요코하마시 고호쿠구에 있는 요코하마 시 교통국 그린 라인 (4호선)의 역이다. 역 번호는 G08이다. 스테이션 컬러는 노란색■이다.

## 역 구조
방향별 단선 승강장 1면 1선의 2층 구조이다. 지하 3층이 히요시 방면, 지하 4층이 나카야마 방면이다. 간선 도로 사거리 역에서 하수관 등의 기존 매설물의 영향으로 용지 확보에 난항을 겪으면서 출입구만 지상에 나와 있으며, 승강장도 상하로 나뉘어서 그린 라인에서는 가장 깊다.
또, 엘리베이터 등이 설치되어 최신 베리어 프리에 배려된 구조이다.

### 승강장
| 승강장 | 노선      | 행선                     |
| ------ | --------- | ------------------------ |
| 1      | 그린 라인 | 센터 기타・나카야마 방면 |
| 2      | 그린 라인 | 히요시 방면              |

- 상기 표시된 노선명은 여객 안내 상의 명칭에서 기재되고 있다.

## 역 주변
1번 출입구 앞에는 다카다 역전 광장이 마련되어 있다. 3개의 버스 승강장의 한 버스 터미널과 택시 승강장, 장애인 송영 공간이 정비되어 있다.
또한, 터미널 내에 일반 차량 출입이 가능하다. 1번 출입구 역전 광장의 서쪽, 궁내 신요코하마 선을 낀 정면에는 시영 주륜장이 정비되어 있다. 2,3번 출입구는 도시 계획 도로인 히요시모토이시카와 선에 나온다.
역 주변은 의료 시설이나 상업 시설을 갖춘 한적한 주택가이다.
- 요코하마 은행 다카타 지점
- 요코하마 다카다 우체국
- 요코하마 히가시야마타 우체국
- 가나가와 현 고호쿠 경찰서 다카타 파출소
- 고호쿠 소방서 다카타 소방 출장소
- 가나가와 현도 102호 에다쓰나시마 선

## 역사
- 2008년 3월 30일: 요코하마 시영 지하철 그린 라인 개통과 동시에 영업 개시.
- 2012년 5월 1일: docomo Wi-Fi로, 무선 LAN서비스 개시.

## 사진

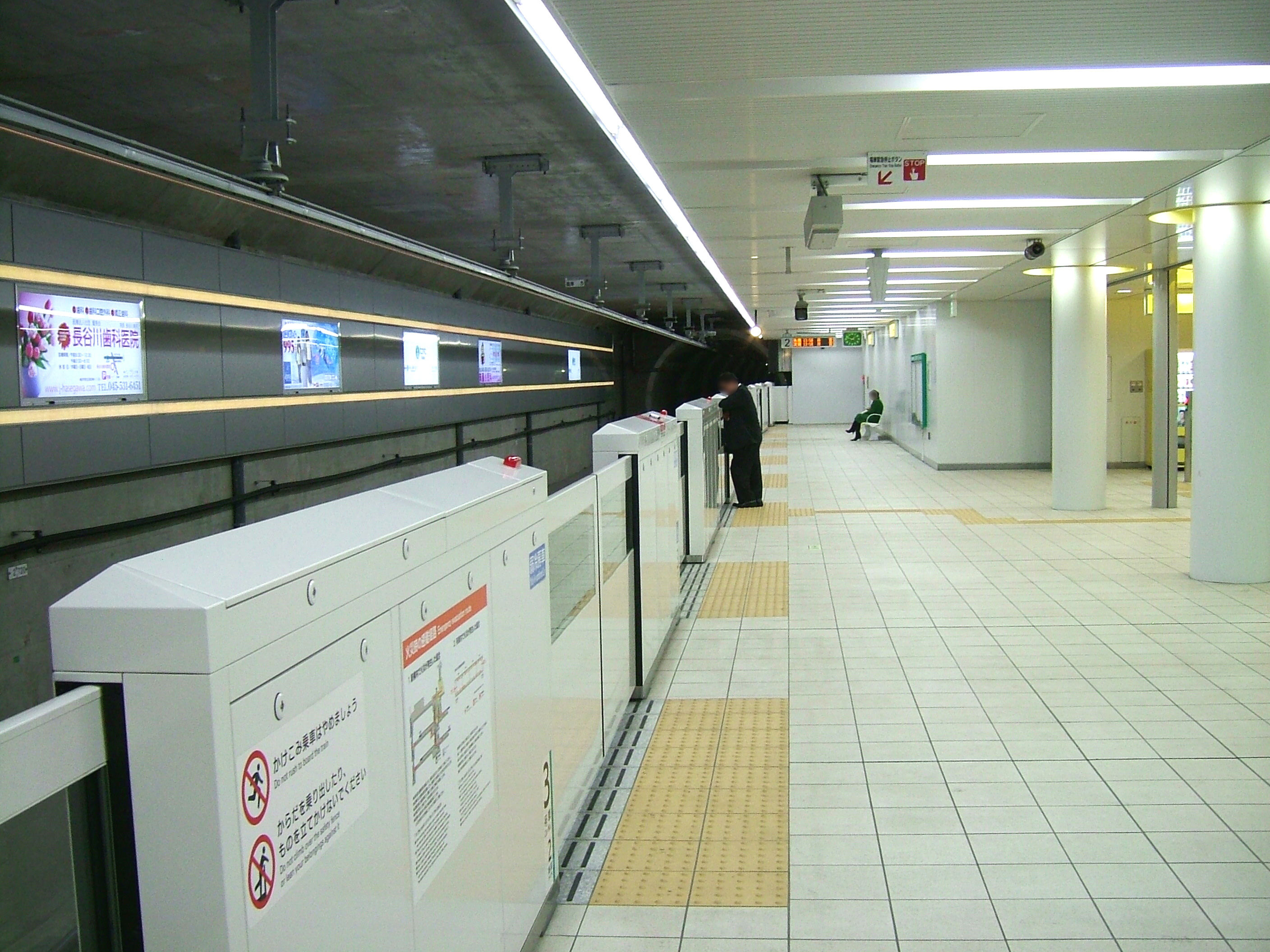
2번 승강장
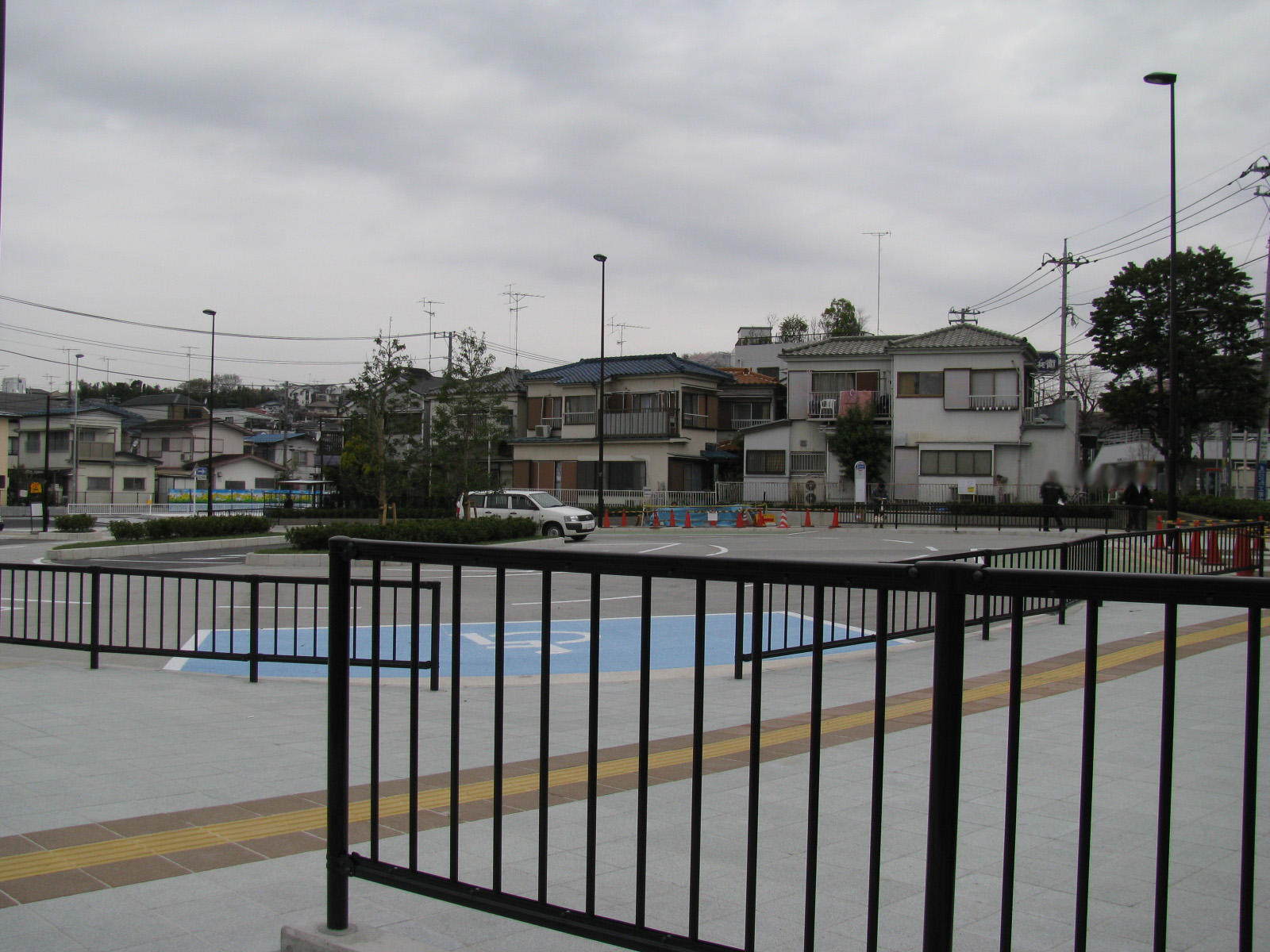
역전 광장
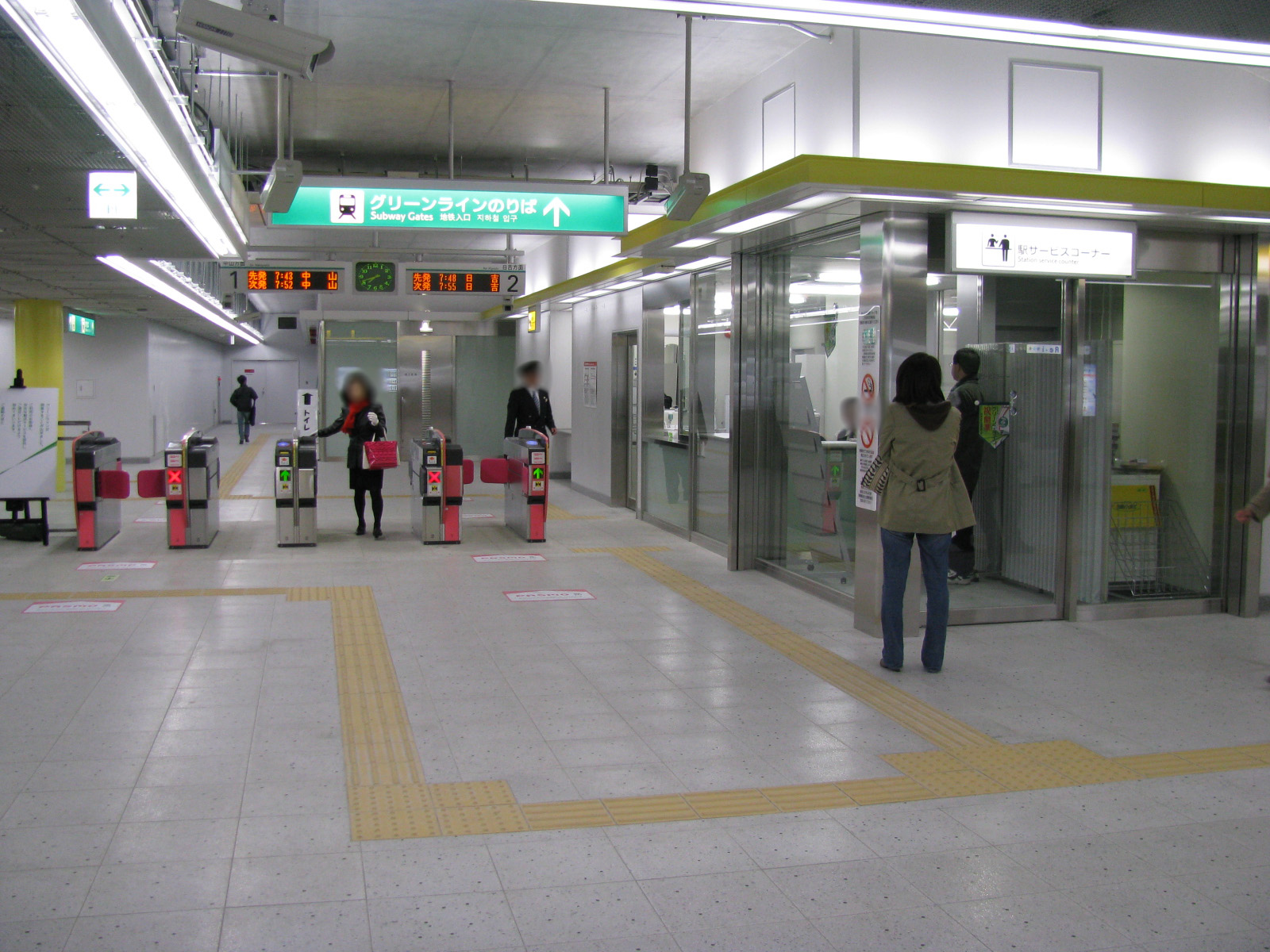
개찰구

## 인접역
| 요코하마 시 교통국 지하철 그린 라인 | 요코하마 시 교통국 지하철 그린 라인 | 요코하마 시 교통국 지하철 그린 라인 |
| ----------------------------------- | ----------------------------------- | ----------------------------------- |
| G07 히가시야마타 나카야마 방면      |                                     | 히요시혼초 G09 히요시방면           |